# Academia Brasileira de Ciências
A Academia Brasileira de Ciências (ABC) é uma academia de ciências que divulga e fomenta a produção científica no Brasil desde 3 de maio de 1916, tendo sido fundada por 27 cientistas e ainda sediada no Rio de Janeiro, com o nome Sociedade Brasileira de Sciencias, alterado em 1921 para sua atual denominação.

## História
De início, a entidade abrangia apenas três seções: Ciências Matemáticas, Ciências Físico-Químicas e Ciências Biológicas. Seu principal objetivo era estimular a continuidade do trabalho científico dos seus membros, o desenvolvimento da pesquisa brasileira e a difusão da importância da ciência como fator fundamental do desenvolvimento tecnológico do país.
Henrique Charles Morize foi seu primeiro presidente, à frente da diretoria provisória (1916–1917), sendo reconduzido a essa posição por três mandatos sucessivos.

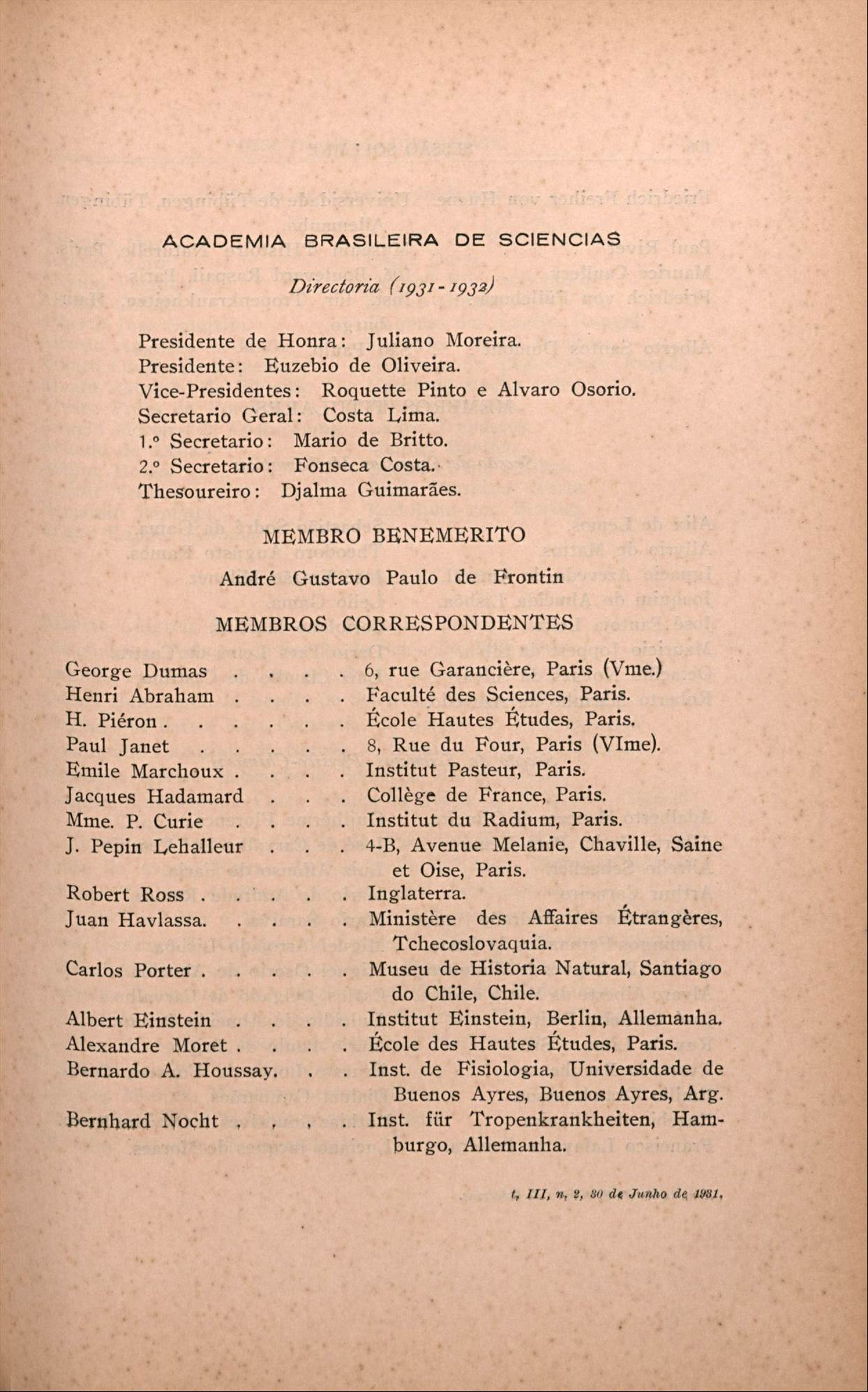
Página da Edição de 1931 dos Anais da Academia Brasileira de Ciências, com a diretoria e membros correnpondentes daquele ano. Entre os nomes, Juliano Moreira, Roquette-Pinto, Albert Einstein, Marie Curie e Bernardo Houssay.

A partir de 1928, Arthur Alexandre Moses, acadêmico participante das diretorias em dez gestões como presidente, passou a desempenhar papel primordial na Academia. Moses reativou a publicação dos Anais da Academia Brasileira de Ciências e, após vários empreendimentos bem sucedidos, conseguiu, em 1959, recursos governamentais para a compra de um andar inteiro de um prédio, moderno para a época, onde até hoje está instalada a sede da Academia.
Na década de 1960, o presidente da República autorizou a doação de um número significativo de bônus do Tesouro Nacional, resgatáveis em vinte anos, através da influência de Carlos Chagas Filho, que sucedeu Moses na presidência da Academia. Estes recursos, correspondentes a um milhão de dólares, cuja aplicação não estava submetida a nenhuma determinação específica, fortaleceu consideravelmente o potencial da Academia.
Do final da década de 1960 até o início da década de 1980, a Academia foi liderada por dois renomados cientistas: Aristides Pacheco Leão e Maurício Peixoto, presidentes por sete e cinco mandatos consecutivos, respectivamente.
A Academia tem desempenhado papel relevante em várias atividades ligadas à ciência no Brasil, como por exemplo, liderando e influenciando na criação de diversas instituições, viabilizando publicações científicas, desenvolvendo programas e eventos científicos, estabelecendo convênios internacionais, e disponibilizando recursos para a sociedade acadêmica.
Durante a década de 1970, a Academia recebeu substancial apoio financeiro do Governo Federal, especialmente através da Financiadora de Estudos e Projetos (FINEP). Esse apoio possibilitou a expansão de suas atividades, com a participação em importantes programas nacionais e internacionais.
Após um substancial declínio na década de 1980, durante a década de 1990 marca o retorno do apoio financeiro do governo, liderada pelos presidentes Oscar Sala (mandato entre 1991 e 1993) e Eduardo Moacyr Krieger (mandato entre 1993 e 2007), o que tem possibilitado a organização de vários novos programas e uma maior interação com a comunidade científica internacional.

### Atualidade
Atualmente, a Academia reúne seus membros em dez áreas especializadas: Ciências Matemáticas, Ciências Físicas, Ciências Químicas, Ciências da Terra, Ciências Biológicas, Ciências Biomédicas, Ciências da Saúde, Ciências Agrárias, Ciências da Engenharia e Ciências Sociais.
Em 2009, Jacob Palis, presidente até 23 de março de 2016, criou as vice-presidências regionais, em um total de seis: Espírito Santo, Minas Gerais e Centro-Oeste; Nordeste; Norte; Rio de Janeiro; São Paulo; e Sul.
O físico Luiz Davidovich foi eleito para presidir a Academia no triênio de 2016 a 2019. Em 22 de março de 2019, Davidovich foi reeleito, tendo Helena Nader como vice-presidente . Desde 2022, a biomédica Helena Nader é a presidente da academia, sendo a primeira mulher a ocupar a posição em mais de um século.

## Presidentes

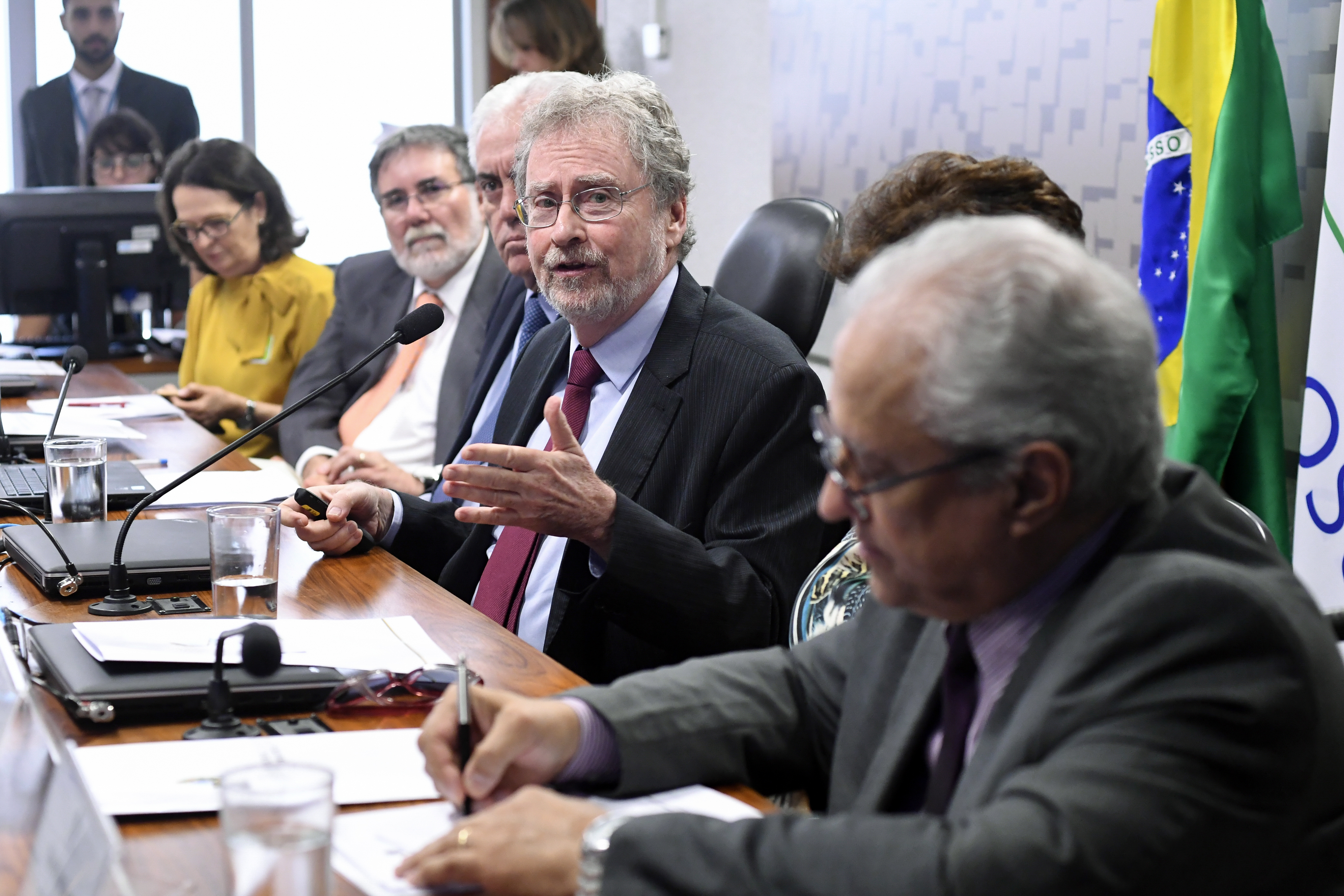
O então presidente da ABC, Luiz Davidovich, ao centro, participando da Comissão de Ciência, Tecnologia, Inovação, Comunicação e Informática no Senado Federal em 2018.

Esses são os presidentes da Academia:
- Helena Nader (2022-)
- Luiz Davidovich (2016–2022)
- Jacob Palis (2007–2016)
- Eduardo Moacyr Krieger (1993–2007)
- Oscar Sala (1991–1993)
- Maurício Peixoto (1981–1991)
- Aristides Pacheco Leão (1967–1981)
- Carlos Chagas Filho (1965–1967)
- Arthur Alexandre Moses (1951–1965)
- Álvaro Alberto da Mota e Silva (1949–1951)
- Arthur Alexandre Moses (1947–1949)
- Mario Paulo de Brito (1945–1947)
- Cândido Firmino de Melo Leitão (1943–1945)
- Arthur Alexandre Moses (1941–1943)
- Inácio Manuel Azevedo do Amaral (1939–1941)
- Adalberto Menezes de Oliveira (1937–1939)
- Álvaro Alberto da Mota e Silva (1935–1937)
- Arthur Alexandre Moses (1933–1935)
- Eusébio Paulo de Oliveira (1931–1933)
- Miguel Osório de Almeida (1929–1931)
- Juliano Moreira (1926–1929)
- Henrique Charles Morize (1916–1926)

Primeiro presidente da ABC. O engenheiro franco-brasileiro Henrique Charles Morize.
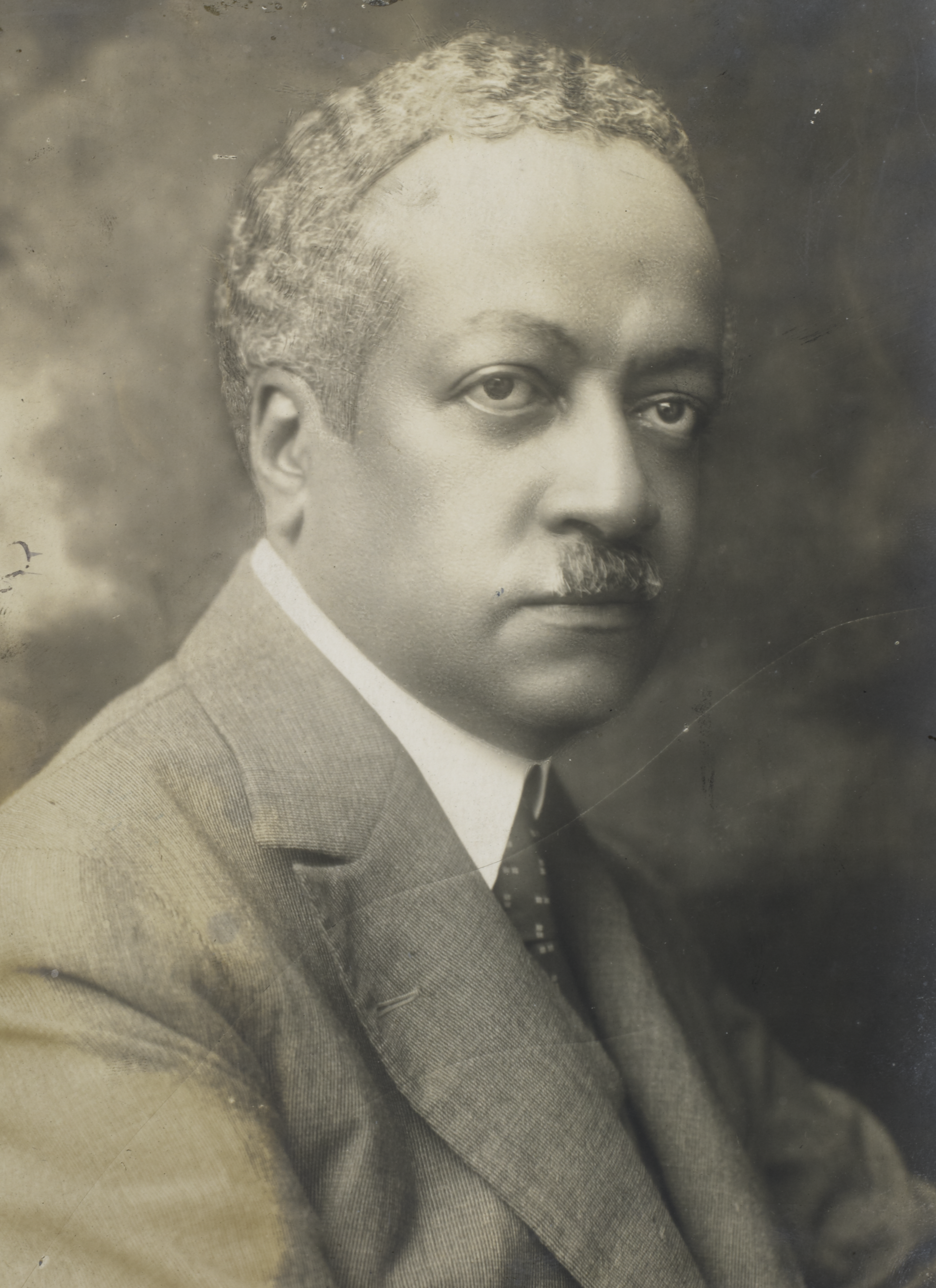
Segundo presidente, o médico baiano Juliano Moreira.
Físico-químico e vice-almirante da Marinha brasileira, o carioca Álvaro Alberto da Mota e Silva foi o sexto presidente da ABC.

## Membros notáveis
A ABC conta com um conjunto de notáveis membros nacionais e internacionais, entre eles:
- Álvaro Penteado Crósta
- Amir Ordacgi Caldeira
- Aziz Nacib Ab'Saber
- Carl Djerassi
- Carlos Henrique de Brito Cruz
- Charles Duncan Michener
- Chen Ning Yang
- Chintamani Nagesa Ramachandra Rao
- Claude Cohen-Tannoudji
- Constantino Tsallis
- Crodowaldo Pavan
- D. Allan Bromley
- David Henry Peter Maybury-Lewis
- Eduardo Moacyr Krieger
- Emilie Snethlage
- Ernst Wolfgang Hamburger
- Harold Willian Rosenberg
- Henry Taube
- Jayme Tiomno
- Jean-Christophe Yoccoz
- Jens Martin Knudsen
- John Campbell Brown
- José Goldemberg
- Walter S. Leal
- José Leite Lopes
- Luiz Pinguelli Rosa
- Marco Antonio Zago
- Marcos Moshinsky
- Maurício Rocha e Silva
- Mayana Zatz
- Mildred S. Dresselhaus
- Nicole Marthe Le Douarin
- Nivio Ziviani
- Norman Ernest Borlaug
- Oscar Sala
- Oswaldo Frota-Pessoa
- Peter H. Raven
- Pierre Gilles de Gennes
- Ricardo Renzo Brentani
- Richard Darwin Keynes
- Sérgio Henrique Ferreira
- Simon Schwartzman
- Wilhelm Hasselbach
- Warwick Estevam Kerr
- William Sefton Fyfe